# Conyza bonariensis
Espèce

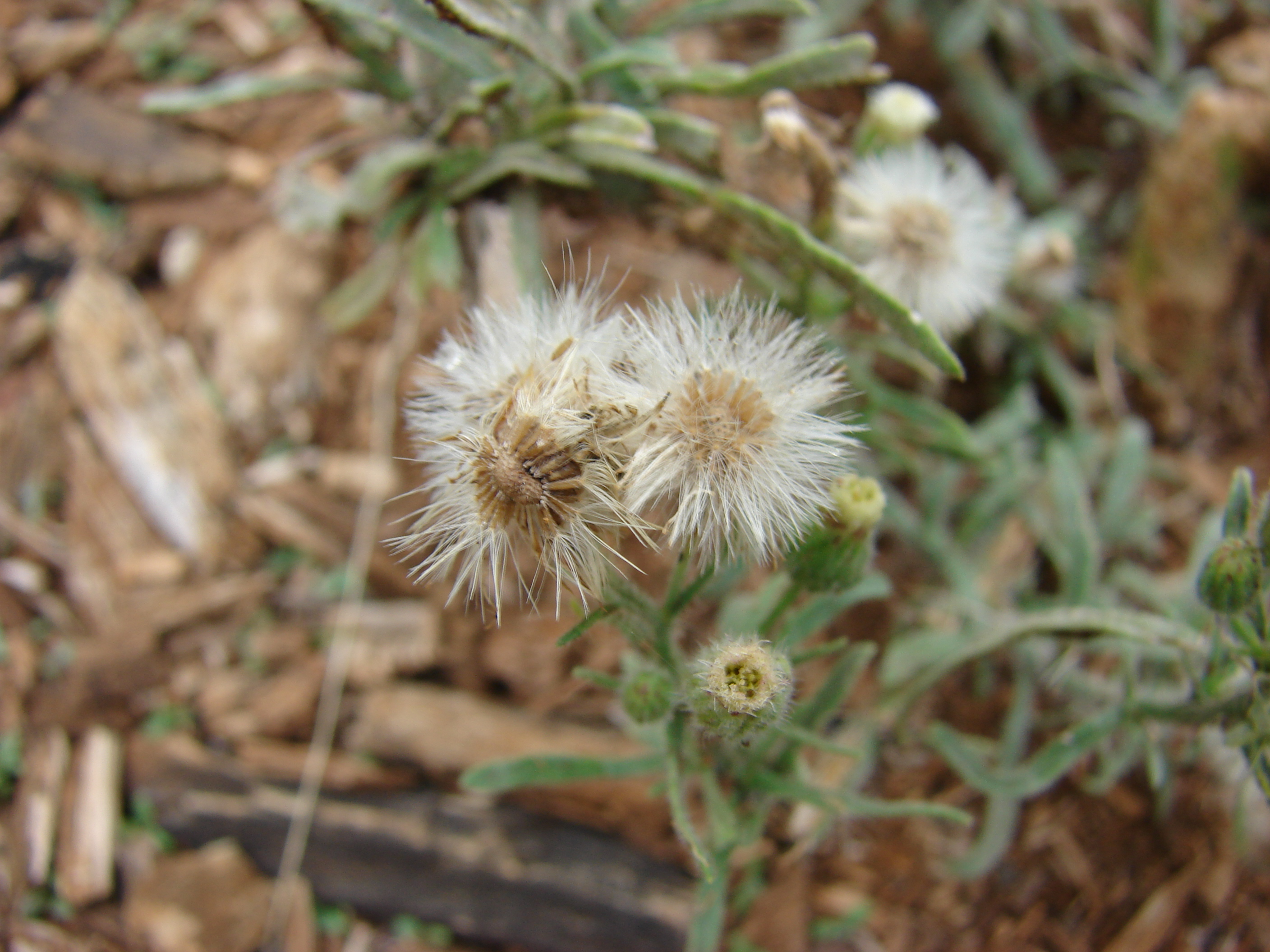
Conyza bonariensis (données de la GBIF).

Conyza bonariensis, la vergerette de Buenos Aires, est une espèce de plante à fleurs de la famille des Astéracées. Elle est considérée comme une espèce invasive en Europe.

## Description
C'est une plante herbacée.
Erigeron bonariensis pousse jusqu'à 75 cm de hauteur et ses feuilles sont couvertes de poils raides, y compris des poils longs près du sommet des bractées.
Cette adventice fleurit en août et continue sa fructification jusqu'aux premières gelées. Ses fleurettes ligulées sont blanches et jaunes.
Elle est immédiatement reconnaissable à son port érigé, son feuillage vert, ses feuilles ondulées très étroites, et ses bractées en pointe. Elle peut facilement être confondue avec Conyza canadensis, qui est plus grande, ou Conyza albida.